# The Live Wire (film 1935)
The Live Wire è un film del 1935 prodotto e diretto da Harry S. Webb e interpretato da Richard Talmadge, George Walsh e Alberta Vaughn. L'attrice, con questo film, diede l'addio alla sua carriera cinematografica.

## Trama
Due archeologi, Sneed e Harris, trovano in un negozio di antiquariato un vaso che fa parte di un tesoro perduto. I due professori ingaggiano il marinaio che ha trovato il vaso, assumendolo come guida. Quindi partono, imbarcandosi sulla nave del capitano King. Tra i membri dell'equipaggio, però, si trova anche Bull Dennis, che cova del rancore nei confronti del suo vecchio nemico Dick Nelson, il marinaio del vaso.

## Produzione
Il film fu prodotto dalla Reliable Pictures Corporation.

## Distribuzione
Distribuito dalla Reliable Pictures Corporation, il film uscì nelle sale cinematografiche statunitensi il 1º novembre 1935.